# Квадратная мозаика с фаской
| Квадратная мозаика с фаской | Квадратная мозаика с фаской |
| --------------------------- | --------------------------- |
| Раскраска в 4 цвета         |                             |
| Symmetry                    | p4m, [4,4], *442            |
| Симметрия вращения          | p4, [4,4]+, 442             |
| Двойственный                | Полукис-квадратная мозаика  |
| Свойства                    |                             |

Квадратная мозаика с фаской, или полуусечённая квадратная мозаика, — замощение евклидовой плоскости квадратной мозаикой, в которой у каждого ребра снята фаска с образованием новой шестиугольной грани.
Эту мозаику можно рассматривать как пересечение двух усечённых квадратных мозаик со смещёнными позициями, и её вид подобен усечённой квадратной мозаике, за исключением того, что только половина вершин усекается, что объясняет название  полуусечённая квадратная мозаика.

## Применение и название в мозаиках
В мозаиках для полов этот узор с маленькими квадратами называется Metro Broadway Matte (узор бродвейского метро), или альтернированный угловой квадратный кафель.
С большими квадратами узор носит название узор дижонского кафеля.
В виде 3 рядов прямоугольников мозаика носит название мозаика корзинного плетения, или узор трёхблочной плитки.

## Вариации
Варианты мозаики можно рассматривать по степени усечения. Существуют также геометрические варианты с той же симметрией. Второй ряд в таблице представляет те же мозаики с вращением на 45, в результате чего мозаики выглядят несколько иначе.
Формы с меньшей степенью симметрии связаны с каирской пятиугольной мозаикой, в которой  осевые рёбра растянуты в прямоугольники.
| Формы с симметрией *432 | Формы с симметрией *432   | Формы с симметрией *432                               | Формы с симметрией 2*22                         | Формы с симметрией 2*22 | Формы с симметрией 2*22 |
|                         | Мелкие (дижонская плитка) | Глубокие (альтернированный угловой квадратный кафель) | Плоские (Тройной блок) (Корзинное переплетение) | Прямоугольные           | Вогнутые                |
| ----------------------- | ------------------------- | ----------------------------------------------------- | ----------------------------------------------- | ----------------------- | ----------------------- |
|                         |                           |                                                       |                                                 |                         |                         |
|                         |                           |                                                       |                                                 |                         |                         |

Хиральные формы могут выглядеть подобно пифагоровой мозаике.
| Плоская | Мелкая | Глубокая | Вогнутая |
| ------- | ------ | -------- | -------- |
|         |        |          |          |

## Полукис-квадртаная мозаика
Двойственная мозаика выглядит подобно квадратной мозаике, в которой половина квадратов разделена на треугольники. Она может быть названа полукис-квадратной мозаикой, поскольку для половины квадратов применяется kis-оператор. Мозаику также можно рассматривать как 4 набора параллельных прямых.